# Christine Nesbitt
Christine Nesbitt (Melbourne, Australië, 17 mei 1985) is een Canadees voormalig langebaanschaatsster.

## Biografie
Nesbitt begon op 12-jarige leeftijd met shorttrack-schaatsen. Ze werd juniorenkampioene in de regio en deed al snel mee aan nationale wedstrijden. In 1999 en 2003 deed ze mee aan de Canada Winter Games, en bij beide gelegenheden won ze een medaille (respectievelijk zilver en brons).
In 2003 switchte Nesbitt naar het langebaanschaatsen en verhuisde ze naar Calgary. Al in 2005 maakte ze deel uit van het nationale Canadese schaatsteam en deed ze mee aan Wereldbekerwedstrijden.
In 2006 won Nesbitt zilver op de Olympische Winterspelen in Turijn bij de ploegenachtervolging, samen met Cindy Klassen, Kristina Groves, Shannon Rempel en Clara Hughes.
Christine Nesbitt nam tweemaal deel aan het Continentaal kampioenschap van Noord-Amerika & Oceanië (het kwalificatietoernooi voor de WK Allround). In 2006 werd ze vijfde en in 2007 werd ze derde, ze kwalificeerde zich beide keren voor het WK Allround.
In 2006 nam ze voor het eerst deel aan een WK Allroundtoernooi. Ze eindigde op de zestiende positie. Haar tweede deelname aan het WK Allround verliep gunstiger. In het eindklassement eindigde ze als negende en op de 3000m behaalde ze een derde plaats. De stijgende lijn in deze prestatie curve kon ze op het WK Allround van 2008 doorzetten. Dit toernooi eindigde ze op de vierde plaats en zij won de 500m en werd derde op de 1500m. Zonder aan het Continentaal kampioenschap te hebben deelgenomen werd ze toch aangewezen om aan het WK Allround van 2009 deel te nemen. Haar vierde deelname sloot ze op de zesde plaats af en ze won de 500m en werd tweede op de 1500m. Op 18 februari 2010 werd ze in Vancouver olympisch kampioen op de 1000 meter. Tijdens haar debuut bij het WK Sprinttoernooi in 2011 pakte ze met overmacht de wereldtitel. Op de 1000 meter was ze twee keer veel te sterk voor iedereen. Op 28 januari 2012 rijdt ze in Calgary als eerste vrouw op de 1000 meter een tijd onder de 1.13 (1.12,68). Aan het begin van het Olympische seizoen 2013/2014 maakte ze bekend dat de ziekte coeliakie bij haar ontdekt is waardoor ze sinds mei van dat jaar een glutenvrij dieet volgt.
In juni 2015 kondigde Nesbitt te stoppen met de schaatssport.

## Privéleven
Nesbitt had in 2010 korte tijd een relatie met schaatser Simon Kuipers.

## Persoonlijke records
| Afstand    | Tijd    | Datum            | Baan           |
| ---------- | ------- | ---------------- | -------------- |
| 500 meter  | 37,60   | 21 januari 2012  | Salt Lake City |
| 1000 meter | 1.12,68 | 28 januari 2012  | Calgary        |
| 1500 meter | 1.52,75 | 10 november 2007 | Salt Lake City |
| 3000 meter | 4.03,44 | 12 februari 2011 | Calgary        |
| 5000 meter | 7.07,15 | 13 januari 2008  | Calgary        |

### Wereldrecords
| Nr. | Afstand                | Tijd    | Datum           | Baan    |
| --- | ---------------------- | ------- | --------------- | ------- |
| 1   | 1000 meter             | 1.12,68 | 28 januari 2012 | Calgary |
| 2.  | Ploegenachtervolging * | 2.55,79 | 6 december 2009 | Calgary |

- * samen met Kristina Groves & Brittany Schussler

## Resultaten
| Jaar | CK N-Amerika | WK allround            | WK sprint             | WK afstanden                                    | Olympische Spelen                              | Wereldbeker                                                            |
| ---- | ------------ | ---------------------- | --------------------- | ----------------------------------------------- | ---------------------------------------------- | ---------------------------------------------------------------------- |
| 2005 |              |                        |                       | 17e 1000m 17e 1500m                             |                                                | 35e 1000m 29e 1500m 40e 3/5 km                                         |
| 2006 | 5e           | NC16 (8e, 22e, 10e, -) |                       |                                                 | 14e 1000m · 7e 1500m · achtervolging           | 21e 1000m · 11e 1500m · achtervolging                                  |
| 2007 | Brons        | 9e · (6e, 14e, , 11e)  |                       | 1000m · 6e 1500m · achtervolging                |                                                | 36e 500m 7e 1000m 4e 1500m 4e achtervolging                            |
| 2008 | Zilver       | 4e · (, 5e, , 9e)      |                       | 4e 1000m · 5e 1500m · 12e 5000m · achtervolging |                                                | 27e 500m · 6e 1000m · 1500m · 35e 3/5 km · achtervolging               |
| 2009 |              | 6e · (, 13e, , 11e)    |                       | 1000m · 1500m · achtervolging                   |                                                | 27e 100m · 25e 500m · 1000m · 1500m · 18e 3/5 km · 8e achtervolging    |
| 2010 | 4e           |                        |                       |                                                 | 10e 500m · 1000m · 6e 1500m · 5e achtervolging | 19e 500m · 1000m · 1500m · achtervolging                               |
| 2011 |              | · (, 8e, , 12e)        | · (6e, , )            | 1000m · 5e 1500m · achtervolging                |                                                | 19e 500m · 1000m · 1500m · 10e 3/5 km · 5e achtervolging               |
| 2012 |              | · (, 6e, , 8e)         | · (8e, , 10e, )       | 5e 500m · 1000m · 1500m · achtervolging         |                                                | 10e 500m · 1000m · 1500m · 22e 3/5 km · achtervolging · grand worldcup |
| 2013 |              | 9e · (, 18e, 4e, -)    | 5e · (12e, , 12e, )   | 4e 1000m · 1500m                                |                                                | 16e 500m · 4e 1000m · 1500m · 27e 3/5 km                               |
| 2014 |              |                        | 9e (15e, 5e, 14e, 5e) |                                                 | 12e 500m 9e 1000m 17e 1500m 5e achtervolging   | 34e 500m 20e 1000m 23e 1500m                                           |

NC# = niet gekwalificeerd voor de laatste afstand, maar wel als # geklasseerd in de eindrangschikking

### Medaillespiegel
| Kampioenschap     | Goud | Zilver | Brons |
| ----------------- | ---- | ------ | ----- |
| Olympische Spelen | 1    | 1      | 0     |
| WK allround       | 0    | 1      | 1     |
| WK sprint         | 1    | 1      | 0     |
| WK afstanden      | 7    | 2      | 2     |
| CK Noord-Amerika  | 0    | 1      | 1     |

1960: Klara Goeseva ·
1964: Lidia Skoblikova ·
1968: Carry Geijssen ·
1972: Monika Pflug ·
1976: Tatjana Averina ·
1980: Natalja Petroeseva ·
1984: Karin Enke ·
1988: Christa Rothenburger ·
1992: Bonnie Blair ·
1994: Bonnie Blair ·
1998: Marianne Timmer ·
2002: Christine Witty ·
2006: Marianne Timmer ·
2010: Christine Nesbitt ·
2014: Zhang Hong ·
2018: Jorien ter Mors ·
2022: Miho Takagi